# Disinfezione dell'acqua potabile
La disinfezione dell'acqua potabile ha lo scopo di eliminare i microorganismi patogeni contenuti nell'acqua, che sono potenzialmente dannosi per la salute umana.

## Storia della disinfezione dell'acqua
La disinfezione dell'acqua viene praticata fin dai tempi antichi, durante i quali (fin dal 2000 a.C.) era diffusa la pratica di purificare l'acqua esponendola alla luce del sole e filtrandola usando del carbone. L'acqua impura andava bollita; vi si doveva immergere dentro un pezzo di rame per sette volte; solo allora poteva essere filtrata. Esistono descrizioni di civiltà antiche riguardo alla pratica di bollire l'acqua e all'immagazzinamento di quest'ultima in recipienti d'argento.
Pratiche per la disinfezione dell'acqua sono state usate per secoli; tuttavia, il meccanismo reale della disinfezione è rimasto ignoto fino agli ultimi cento anni.
Nella seconda metà del Seicento, Antoni van Leeuwenhoek, grazie al microscopio e alle migliorie che lui stesso vi aveva apportato, scoprì l'esistenza dei batteri. All'inizio, la scoperta dei microorganismi venne considerata una pura curiosità; ad essi non venne ancora attribuito il ruolo di agenti patogeni.
Il primo filtro multiplo è stato sviluppato nel 1685 da Lu Antonio Porzo. Il filtro consisteva in una unità per la sedimentazione e di un filtro a sabbia. Nel 1746, lo scienziato francese Joseph Amy ricevette il primo brevetto per la progettazione di un filtro che venne utilizzato nelle abitazioni private per la prima volta già pochi anni dopo.
Nei secoli successivi, l'uomo ha dovuto affrontare epidemie, come il colera, che si riteneva costituissero una punizione inviata da Dio, oppure che si ritenevano dovute all'aria, resa malsana dal cambiamento nell'allineamento dei pianeti.
Verso la metà dell'Ottocento, il medico inglese John Snow scoprì che l'epidemia di colera che aveva investito Londra nel 1854, provocando una gran quantità di morti, era dovuta al pompaggio di acqua inquinata. Fu possibile evitare l'ulteriore espansione dell'epidemia, tramite la chiusura di tutti i sistemi di pompaggio.
Sempre nel XIX secolo sono stati scoperti gli effetti dei disinfettanti sull'acqua; fin dagli inizi del Novecento, quindi, le aziende fornitrici di acqua hanno cominciato ad usarli ampiamente per migliorare la qualità dell'acqua e prevenire la diffusione delle malattie.

## Agenti chimici
I disinfettanti non devono uccidere i microorganismi solo nel momento della disinfezione, ma devono anche restare come agenti attivi, per prevenire la seguente crescita di microorganismi nelle tubature.
I composti chimici maggiormente utilizzati per disinfettare l'acqua sono i seguenti:
- composti a base di cloro: acido ipocloroso, ipoclorito di sodio, clorito di sodio, diossido di cloro; sono i composti più comunemente utilizzati. Il cloro elimina la maggior parte dei microorganismi ed è relativamente economico; è utilizzato comunemente nelle reti di distribuzione idriche pubbliche;
- ozono;
- composti dello iodio;[1]
- verderame.

Anche se il bromo ha effetti disinfettanti, non viene utilizzato per la disinfezione dell'acqua potabile; piuttosto, in alcuni Stati (Stati Uniti, Francia) viene utilizzato per la disinfezione dell'acqua nelle piscine.

## Agenti fisici o fisico-chimici
- Luce ultravioletta[2]
- Calore (ebollizione).